# Рогатинское сельское поселение
Рогатинское се́льское поселе́ние — муниципальное образование в Должанском районе Орловской области Российской Федерации.
Административный центр — село Рогатик.

## История
Статус и границы сельского поселения установлены Законом Орловской области от 19 ноября 2004 года № 445-ОЗ «О статусе, границах и административных центрах муниципальных образований на территории Должанского района Орловской области».

## Население
| 2010 | 2012 | 2013 | 2014 | 2015 | 2016 | 2017 |
| ---- | ---- | ---- | ---- | ---- | ---- | ---- |
| 280  | ↘255 | ↘252 | ↘240 | ↘226 | ↘214 | ↘197 |
| 2018 | 2019 | 2020 | 2021 | 2023 |      |      |
| ↘194 | ↘190 | ↘167 | ↘156 | ↘153 |      |      |

## Состав сельского поселения
| № | Населённый пункт | Тип населённого пункта       | Население |
| - | ---------------- | ---------------------------- | --------- |
| 1 | Рогатик          | село, административный центр | ↘263      |
| 2 | Советский        | посёлок                      | 0         |
| 3 | Степановка       | деревня                      | 17        |